# Idéophone
Un idéophone est un mot visant à rendre compte d'une sensation, comme une odeur, une couleur, une forme ou un son, voire un mouvement. Il ne tente pas de reproduire le son, comme le fait l'onomatopée.
On trouve ces « phonosémantismes » dans toutes les langues[réf. nécessaire].
Ainsi, le mot « brille-brille » ou « bling-bling », qui désigne le style clinquant des rappeurs, relèverait plutôt de cette catégorie[réf. nécessaire].